# Vương Khải (Tây Tấn)
Vương Khải (chữ Hán: 王恺, ? – ?), tự Quân Phu, người huyện Đàm, quận Đông Hải , quan viên, ngoại thích đời Tây Tấn. Ông từng thi giàu với Thạch Sùng và chịu thất bại.

## Thân thế
Ông nội là Tư đồ Vương Lãng nhà Tào Ngụy. Cha là Lan Lăng Cảnh hầu Vương Túc – bậc đại nho cuối đời Tào Ngụy.
Khải là con trai thứ tư của Vương Túc và là em trai của Vương Nguyên Cơ – chính thất của quyền thần Tư Mã Chiêu, mẹ của Tấn Vũ đế Tư Mã Viêm, được truy tôn Văn Minh hoàng hậu.

## Tiểu sử
Khải từ nhỏ có tài năng, từng được nhận quan vị vẻ vang, dẫu không có phẩm hạnh, nhưng làm việc thì được đánh giá là xứng chức. Hoàng hậu Giả Nam Phong diệt trừ ngoại thích Dương Tuấn, Khải có công tham dự, được phong Sơn Đô huyện công, thực ấp 1800 hộ. Sau đó Khải được thăng làm Long tương tướng quân, lĩnh Kiêu kỵ tướng quân, gia Tán kỵ thường thị, rồi có tội nên chịu miễn quan. Nhưng Khải được khởi làm Xạ Thanh hiệu úy, thời gian sau được chuyển làm Hậu tướng quân.
Khải sinh ra trong một gia đình vừa là thế tộc, vừa là ngoại thích, lại thêm có tính xa xỉ, đến mức dùng đá đỏ trát tường. Khải với Thạch Sùng nuôi chim Chậm , bị Tư lệ hiệu úy Phó Chi đàn hặc, quan viên hữu tư đều bàn rằng họ phạm trọng tội, nhưng Tấn Huệ đế giáng chiếu đặc cách tha bổng cho cả hai người. Do vậy mọi người càng kiêng dè Khải, còn ông lại càng buông thả, muốn gì làm nấy.
Không rõ Khải mất khi nào, được đặt thụy là Xú (nghĩa là xấu).

## Dật sự

### Thi giàu với Thạch Sùng
Khải và Sùng thi giàu, Khải lấy mạch nha và cơm khô để rửa nồi, Thạch Sùng dùng nến thay củi. Khải lấy vải dệt bằng tơ màu tím làm màn trướng giăng dài 40 dặm, Sùng lấy gấm làm màn trướng giăng dài 50 dặm để đáp lại. Sùng lấy tiêu trát vách, Khải lấy đá đỏ trát tường.
Hai người đem hết những thứ đẹp đẽ ra so sánh. Tấn Vũ đế là cháu gọi Khải bằng cậu, lấy 1 cây san hô cao 2 thước ban cho ông. Khải thấy cành lá sum suê, thế gian hiếm có, đem khoe với Sùng. Sùng lấy gậy Như ý sắt đập nát cây san hô, Khải vừa tiếc vừa giận, cho rằng Sùng đố kỵ với báu vật của mình, lớn tiếng trách mắng. Sùng nói: "Không đáng giận đâu, nay xin trả lại cho anh." Sùng sai đầy tớ mang hết san hô của mình ra, cây nào cũng cao 3, 4 thước, trong đó có 6, 7 cây phát ra ánh sáng chói mắt. Khải thấy không bì kịp, cảm thấy thất vọng và mất mát.

### Thua cược mất con bò
Khải có một con bò, đặt tên là Bát Bách Lý Bác, thường đính ngọc quý lên sừng và móng của nó. Vương Tế (con Vương Hồn) nói với Khải rằng: "Tài bắn của tôi không bằng anh, bây giờ hãy lấy con bò của anh làm vật cược, đổi lấy 1000 vạn tiền nhé!" Khải cậy tài bắn của mình, lại cho rằng Tế sẽ không giết bò, nên đồng ý. Khải nhường Tế bắn trước, Tế bắn 1 phát trúng ngay tâm bia, ngồi trên ghế dựa, quát tả hữu: "Nhanh đem tim bò đến đây." Chốc lát, tim bò được nướng chín, Tế ăn 1 miếng rồi bỏ đi.

### Mưu sát anh em Lưu Dư, Lưu Côn
Khi anh em Lưu Dư và Lưu Côn còn là thiếu niên, Khải ghét họ, từng gọi đến nhà, muốn lặng lẽ giết đi. Khải lệnh cho đào hố, xong rồi, sắp sửa ra tay. Thạch Sùng với anh em họ Lưu thân thiết, nghe tin thì vội đến nhà Khải, biết là có chuyện, ngay trong đêm hỏi Khải anh em họ Lưu ở đâu, Khải không giấu được, đành nói: "Đang ngủ ở nhà sau." Sùng bèn xông vào, cõng hai anh em họ Lưu ra ngoài, đặt lên xe rồi cùng đi. Sùng nói với họ rằng: "Còn nhỏ, sao lại khinh suất ngủ ở nhà người như thế!?" 